# Fabian Schmidt
Fabian Schmidt (31 gennaio 1975) è uno schermidore tedesco.

## Biografia
Nei campionati europei di scherma ha conquistato una medaglia d'argento a Coblenza nel 2001 ed una medaglia di bronzo a Funchal nel 2000, nella gara di spada a squadre.

## Palmarès
In carriera ha conseguito i seguenti risultati:
- Europei di scherma

Funchal 2000: bronzo nella spada a squadre.
Coblenza 2001: argento nella spada a squadre.